# Ammassi neurofibrillari
Gli ammassi neurofibrillari (ANF) sono fasci di filamenti elicoidali nel citoplasma dei neuroni che dislocano o avvolgono il nucleo: rappresentano probabilmente lo stadio finale di numerosi differenti processi fisiopatologici cellulari.
Gli ANF costituiscono una delle principali alterazioni microscopiche della malattia di Alzheimer, insieme alle placche senili (amiloidi) e l'angiopatia amiloide. Tali ammassi sono situati di regola nei neuroni corticali e nelle cellule piramidali dell'ippocampo, l'amigdala, e la parte basale dell'encefalo anteriore. Sono insolubili e difficili da proteolizzare in vivo, rimanendo visibili come ammassi a lungo dopo la morte del neurone di origine.
Gli ammassi neurofibrillari rappresentano organizzazioni anomale degli elementi citoscheletrici nei neuroni di pazienti con la malattia di Alzheimer. Dal punto di vista ultrastrutturale infatti risultano composti da filamenti elicoidali appaiati (FEA), insieme ad alcuni filamenti lineari che sembrano di composizione simile. Una componente di base dei FEA è data da forme anomale iperfosforilate della proteina tau, una proteina assonica associata ai microtubuli che incrementa il loro montaggio.
Il preciso meccanismo della formazione degli ammassi non è stato ancora completamente scoperto, ed è ancora dibattuto se gli ammassi siano un fattore causale primario o giochino un ruolo più periferico.
Si ritiene inoltre che gli ammassi neurofibrillari siano presenti anche nella malattia di Creutzfeldt-Jakob, nella paralisi sopranucleare progressiva e nella dementia pugilistica
La presenza di ANF è stata posta in correlazione anche con la demenza frontotemporale, anche senza il rinvenimento di placche amiloidi.